# Station Momoyama-Minamiguchi
Station Momoyama-Minamiguchi (桃山南口駅, Momoyama-Minamiguchi-eki) is een spoorwegstation in de wijk Fushimi-ku, in de Japanse stad Kyoto. Het wordt aangedaan door de Uji-lijn. Het station heeft twee sporen, gelegen aan twee zijperrons.

## Treindienst

### Uji-lijn
| 1 | ■ | richting Chūshōjima      |
| 2 | ■ | richting Rokujizō en Uji |

## Geschiedenis
Het station werd in 1913 onder de naam Goryō-mae geopend. In 1949 kreeg het station de huidige naam.

## Stationsomgeving
- Graftombe van keizer Meiji
- Uji-rivier
- Autoweg 7

Chūshojima · Kangetsukyō · Momoyama-Minamiguchi · Rokujizō · Kowata · Ōbaku · Mimurodo · Uji